# Farthing

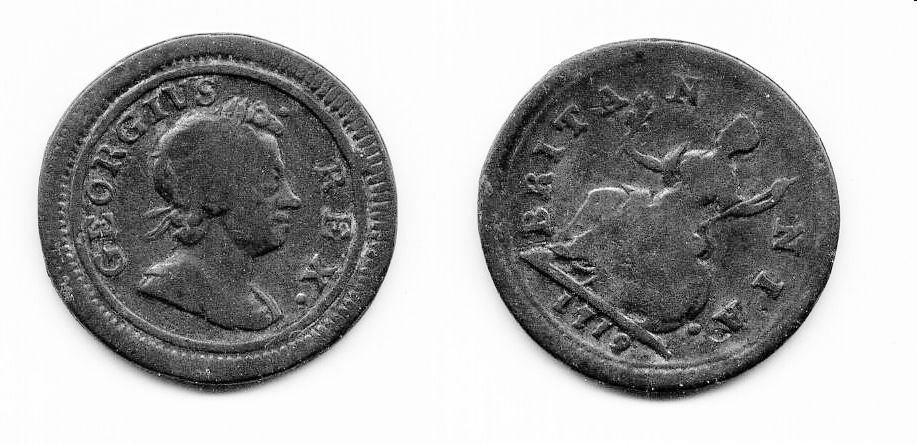
Farthing uit 1719

De farthing was op de Britse eilanden de kleinste munt, ter waarde van een kwart penny of het 960e deel van een pond. Het woord is verwant met fourth en betekent dus ongeveer hetzelfde als kwartje.
De farthing werd na 1956 niet meer geslagen. Vanaf 31 december 1960 was het geen wettig betaalmiddel meer.
In In de Ban van de Ring wordt verteld dat de Gouw in vier kwartieren is verdeeld. In het Engels is sprake van farthings.